# Fiestas de la Cruz

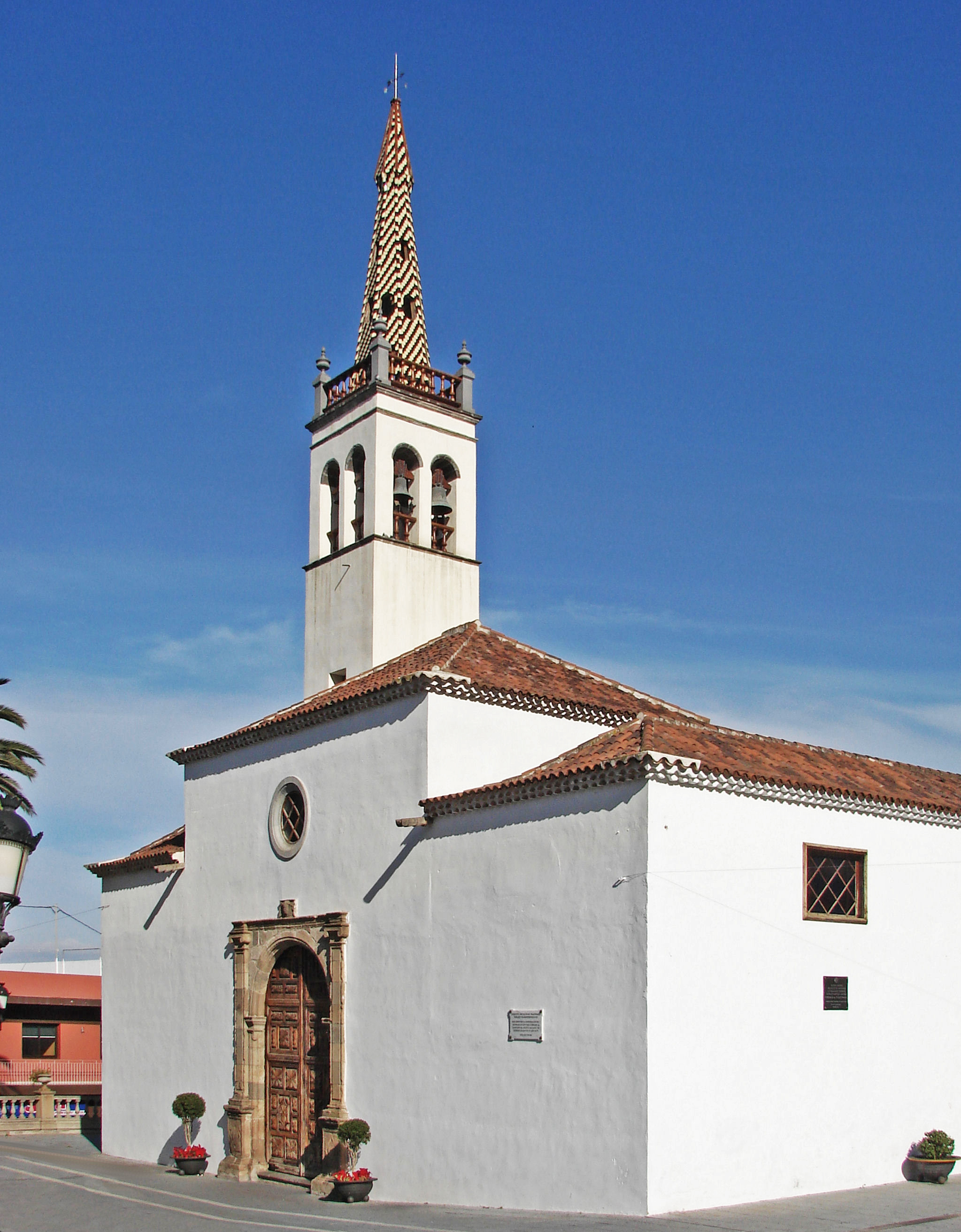
Templo de la Parroquia Matriz del Apóstol Santiago.

La Fiestas de la Cruz es una de los principales eventos del calendario festivo (el 2 y el 3 de mayo cada año) de la Villa de Los Realejos, en Tenerife, Islas Canarias, España.

## Descripción
La Invención de la Santa Cruz, es una de las festividades más antiguas de la Villa de Los Realejos. Aunque con un marcado carácter religioso vinculada claramente a la existencia en la Parroquia Matriz del Apóstol Santiago de la Cofradía de la Santa Veracruz, Sangre y Misericordia de Ntro. Sr. Jesucristo, y en especial a la figura del Prioste, la fiesta incorpora diversos aspectos populares: danzas, hogueras (hoy transformadas en una exhibiciones pirotécnicas), enramadas, arcos de frutos del país y parrandas.

### Historia
La fiesta fue mandada a celebrar por el Obispo Don Diego de Muros, tras darse por finalizada la conquista de la Isla de Tenerife en el año 1496. Durante el siglo XIX, tras la desaparición de la Cofradía, la fiesta queda en manos del pueblo, evolucionando notablemente.  

### Evolución
En la actualidad, la fiesta ha adquirido gran auge, manifestado en el enrame de cruces existentes en los caminos, capillas y casas particulares.  Las pretéritas centurias hogueras han dado paso al mayor atractivo de la celebración: la grandiosa exhibición pirotécnica de la noche del día 3 de mayo. Al paso de la procesión, dos calles del casco antigua del Realejo Alto, la del Medio y la del Sol, rivalizan por el decorado de sus respectivas capillas y en la magnitud y espectacularidad de sus respectivos castillos de fuegos artificiales. Esta rivalidad ha sido objeto de estudios etnográficos al que se ha denominado  pique entre calles, componente irreemplazable de la fiesta. Un hecho curioso es que cada vecino se adscribe al lugar de residencia durante la infancia y la juventud, no al actual, -conyugal, generalmente-, lo que revive y complica el pique. Se debe, según los estudiosos, a la existencia de dos clases sociales bien diferenciadas: los propietarios de la tierra en la calle del Medio, y los medianeros y pequeños campesinos de la calle del Sol. Las desigualdades entre ambos grupos sociales habría sido el desencadenante del pique. 
Hoy las cosas son diferentes. Los contrastes económicos no son tan radicales. Muchos vecinos siguen ligados a la tierra o al comercio; otros trabajan en el sector turístico y otros compatibilizan ambas funciones. 
Miles de forasteros expectantes acuden de todos los rincones de la Isla la noche del 3 de mayo. Quizá no adviertan todos los componentes de esta tradición, bien situados en miradores, carreteras y huertas cercanas, pero quienes gusten del trato directo con los protagonistas advertirán las notas distintivas de una celebración que algunos entienden como despilfarro y derroche sin sentido, pero que para los realejeros es un instrumento de identificación y cohesión como pueblo frente al exterior. La Cruz es todo un símbolo en Los Realejos. 
En el aspecto artesanal destaca el municipio por la fama de sus fogueteros, y se afirma, con razón, que Los Realejos es el centro pirotécnico más importante del Archipiélago Canario y de sus artes, conocidas en los pueblos donde acuden como «a echar fuegos». En numerosos certámenes nacionales e internacionales han obtenido destacados galardones.